# Правительство Юга России
Правительство Юга России — правительство при главнокомандующем Вооруженными Силами Юга России генерале П. Н. Врангеле в Крыму, сформированное после добровольной отставки 22 марта (4 апреля) 1920 года с поста главнокомандующего генерала А. И. Деникина и существовавшее с апреля по ноябрь 1920 года. Глава правительства — А. В. Кривошеин. Признавалось Французской республикой.

## История
Правительство Юга России, по существу, являлось преемником Южнорусского Правительства А. И. Деникина.
Возникло в Севастополе 11 апреля 1920 года как совет начальников управлений, затем — Совет при главкоме ВСЮР Петре Врангеле. В августе Совет получил наименование «Правительства Юга России», официально признанного Францией 10 августа 1920 года.
Рассматривало штаты учреждений, их бюджет, проекты внешнеторговых договоров, земельной и земской реформ. Всего состоялось 54 заседания правительства, которые проводились в среднем два раза в неделю. На них председательствовал помощник главкома и начальник штаба генерал-лейтенант П. Н. Шатилов, с июня – помощник главкома по гражданской части А. В. Кривошеин (с августа как председатель правительства). Важные заседания вёл непосредственно П. Н. Врангель, который Совет исключительно совещательными функциями. Он утверждал решения Совета и издавал их в виде собственных приказов. Многие вопросы решались, в обход правительства, Врангелем и Кривошеиным или на совещаниях при главкоме с участием Шатилова, Кривошеина, старших начальников армии и флота и приглашённых специалистов.

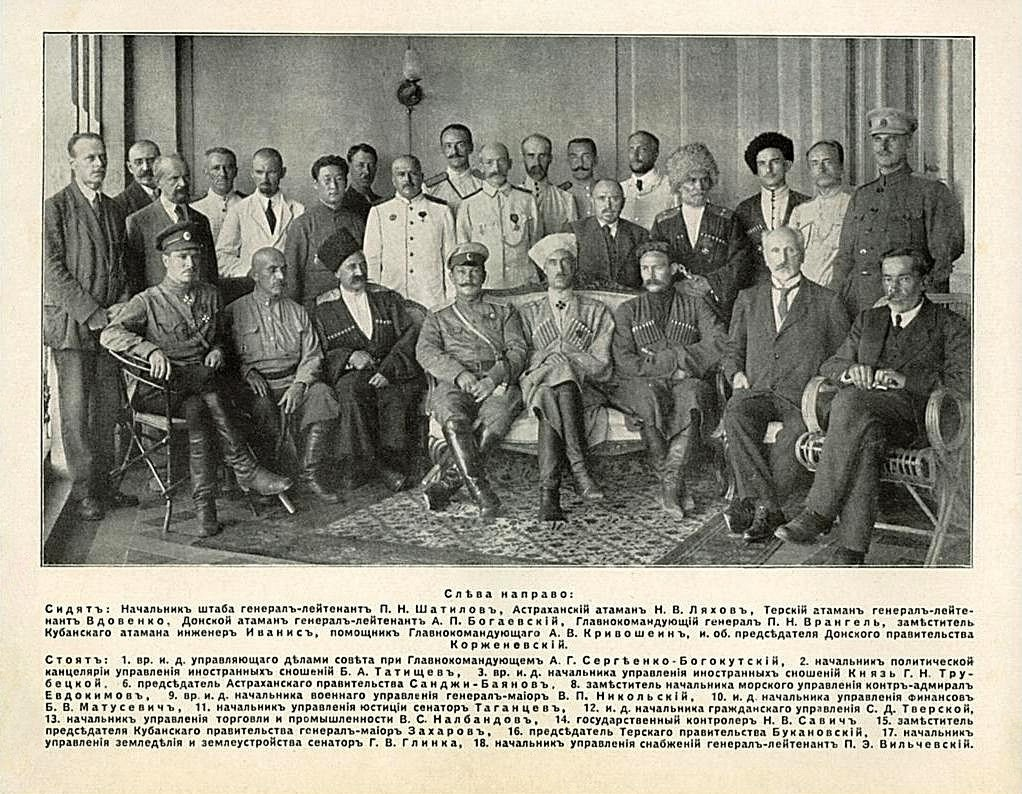
Крым, Севастополь, 1920.
Сидят (слева направо): 1 — начальник штаба генерал-майор П. Н. Шатилов; 2 — Астраханский атаман Н. В. Ляхов; 3 — Терский атаман генерал-лейтенант Г. А. Вдовенко; 4 — Донской атаман генерал-лейтенант А. П. Богаевский; 5 — Главнокомандующий Русской армией генерал П. Н. Врангель; 6 — заместитель Кубанского атамана инженер В. Н. Иванис; 7 — помощник Главнокомандующего, глава Правительства А. В. Кривошеин; 8 — и. об. Председателя Донского правительства М. В. Корженевский.
Стоят (слева направо): 1 — вр. и. д. управляющего делами совета при Главнокомандующем А. Г. Сергеенко-Богокутский; 2 — начальник политической канцелярии Управления иностранных сношений Б. А. Татищев; 3 — вp. и. д. начальника Управления иностранных сношений князь Г. Н. Трубецкой; 4 — ?; 5 — ?; 6 — председатель Астраханского правительства Санджи-Баянов; 7 — ?; 8 — заместитель начальника Морского управления контр-адмирал C. B. Евдокимов; 9 — вp. и. д. начальника Военного управления генерал-майор В. П. Никольский; 10 — и. д. начальника Управления финансов Б. В. Матусевич; 11 — начальник Управления юстиции сенатор Н. Н. Таганцев; 12 — и. д. начальника Гражданского управления С. Д. Тверской; 13 — начальник управления торговли и промышленности B. C. Налбандов; 14 — государственный контролёр Н. В. Савич; 15 — заместитель председателя Кубанского правительства генерал-майор И. А. Захаров; 16 — председатель Терского правительства Букановский; 17 — начальник Управления земледелия и землеустройства сенатор Г. В. Глинка; 18 — начальник Управления снабжений генерал-лейтенант П. Э. Вильчевский; 19 — начальник штаба Черноморского флота контр-адмирал В. В. Николя.

## Состав
- Председатель совета министров — А. В. Кривошеин;
- министр иностранных дел — П. Б. Струве;
- министр торговли и промышленности — В. С. Налбандов;
- начальник военного управления — генерал-майор В. П. Никольский;
- министр юстиции — Н. Н. Таганцев;
- министр земледелия и землеустройства — Г. В. Глинка;
- министр финансов — М. В. Бернацкий;
- начальник гражданского управления — С. Д. Тверской;
- государственный контролёр — Н. В. Савич.

## Политика Правительства
Правительство стремилось избежать ошибок своих предшественников, стоящих на позициях «непредрешенчества», и поэтому откладывавших решение многих важных вопросов до момента проведения Национального учредительного собрания, и активно проводило в жизнь ряд реформ, стремясь улучшить материальное и социальное положение жителей Крымского полуострова и Северной Таврии.
Прекратило свою деятельность в ноябре 1920 года в связи с разгромом Русской Армии и эвакуации остатков войск и части гражданского населения с Крымского полуострова. В результате большинство реформ осталось незавершенными.
Земельная реформа
При участии А. В. Кривошеина был принят ряд аграрных законопроектов, центральным среди которых являлся «Закон о земле», принятый Правительством 25 мая 1920 года. Согласно этому закону, часть помещичьих земель становилась собственностью крестьян с выкупом земли, равным пятикратной стоимости урожая в рассрочку на 25 лет. Фактически Правительство признало законным захват крестьянами помещичьих земель в первые годы после революции в обмен на денежные или продуктовые выплаты в пользу государства.
Административная реформа
Была проведена административная реформа («Закон о волостных земствах и сельских общинах») с опорой на зажиточных собственников земли, был принят ряд положений об областной автономии казачьих земель. Появились элементы рабочего законодательства, защищавшего права фабричных рабочих от произвола владельцев фабрик, при этом на практике рабочие выступления жестко подавлялись.
Финансы
Проведение реформ осложнялось острым финансовым кризисом. Помощь союзников была явно недостаточной. Единственным источником доходов для правительства были налоги на население. Министр финансов М. В. Бернацкий ввел налог с продаж, основная тяжесть которого легла на беднейшие слои населения. Правительство не видело иного выхода покрытия расходов, кроме денежной эмиссии. В течение 1920 года было напечатано 176 млрд рублей, что привело к резкому росту цен. Бернацкий планировал провести девальвацию рубля, для чего в Англии была заказана печать новых рублей на сумму 22 млрд руб., но осуществить этот план не удалось.
Почта
Издало почтовые марки.

### Комментарии
1. ↑  В 1914 году в царской России находилось в обращении 1,6 млрд руб.[5]